# Chinovník
Chinovník (Cinchona), dříve nazývaný také chininovník, je rod rostlin z čeledi mořenovité. Jsou to stromy nebo keře s jednoduchými vstřícnými listy a pětičetnými květy v bohatých vrcholových květenstvích. Plodem je tobolka s mnoha semeny. Rod zahrnuje asi 24 druhů a je rozšířen výhradně v tropické Střední a Jižní Americe. Kůra chinovníků obsahuje účinné alkaloidy, z nichž nejvýznamnější je chinin, používaný zejména k léčbě malárie. Nejznámějším druhem je chinovník lékařský, pro produkci chininu je však v dnešní době převážně pěstován jiný, blízce příbuzný druh Cinchona calisaya, vyznačující se vyšším obsahem alkaloidů.

## Popis
Chinovníky jsou stálezelené stromy nebo keře s jednoduchými, vstřícnými, řapíkatými listy. Palisty jsou velké, opadavé, interpetiolární. Květy jsou pětičetné, uspořádané v bohatých, vrcholových, latovitých květenstvích se vstřícnými větévkami. Kalich je zvonkovitý, zakončený 5 zuby či laloky. Koruna je různých barev, řepicovitá, na vnější straně pýřitá, uvnitř lysá. Tyčinky jsou buď zanořené nebo částečně vyčnívají z květů. Semeník obsahuje 2 komůrky s mnoha vajíčky. Plodem je podlouhlá tobolka pukající 2 chlopněmi a obsahující mnoho křídlatých semen. Na rozdíl od jiných blízce příbuzných rodů se tobolky otevírají od báze k vrcholu.

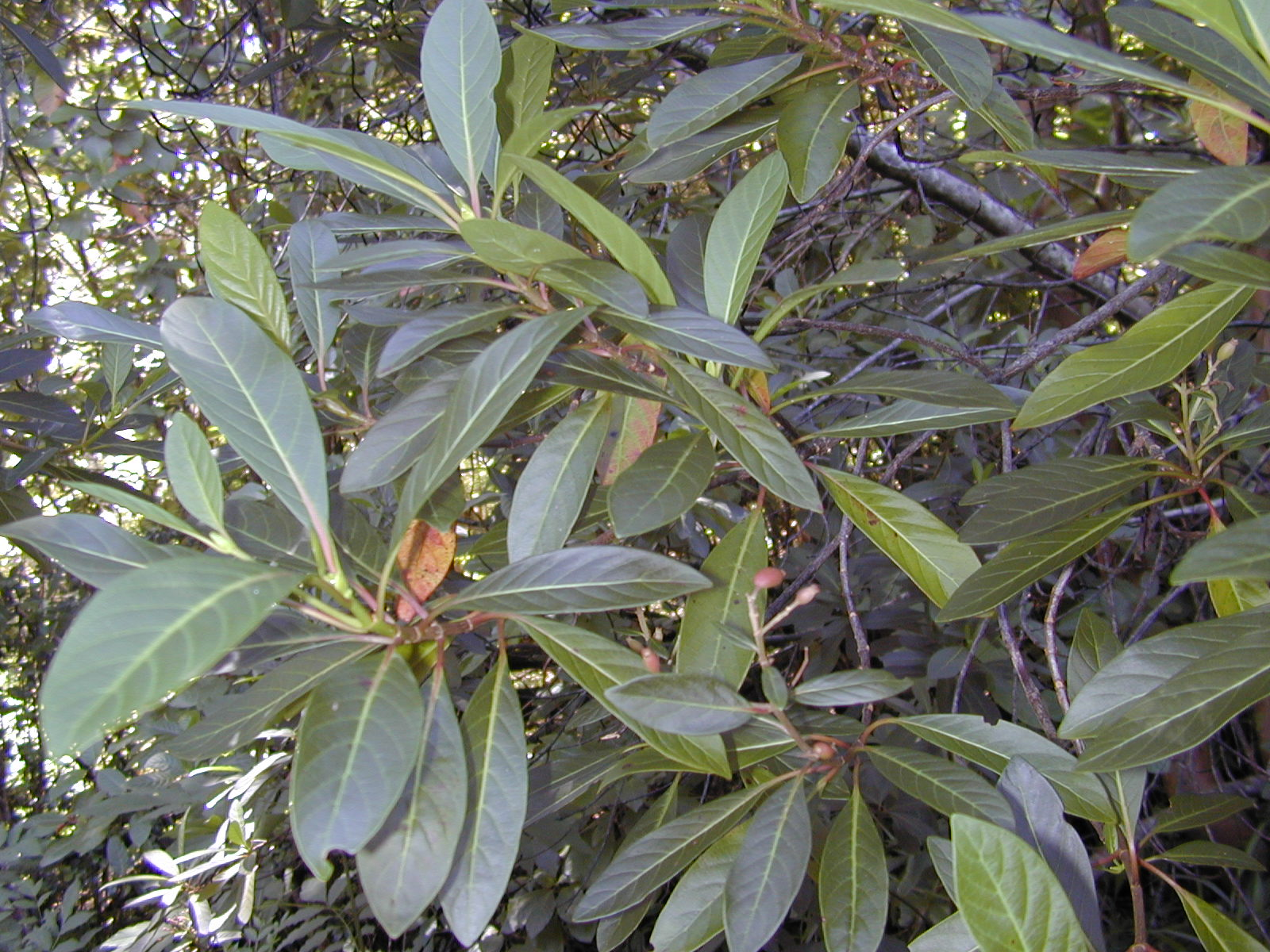
Cinchona calisaya
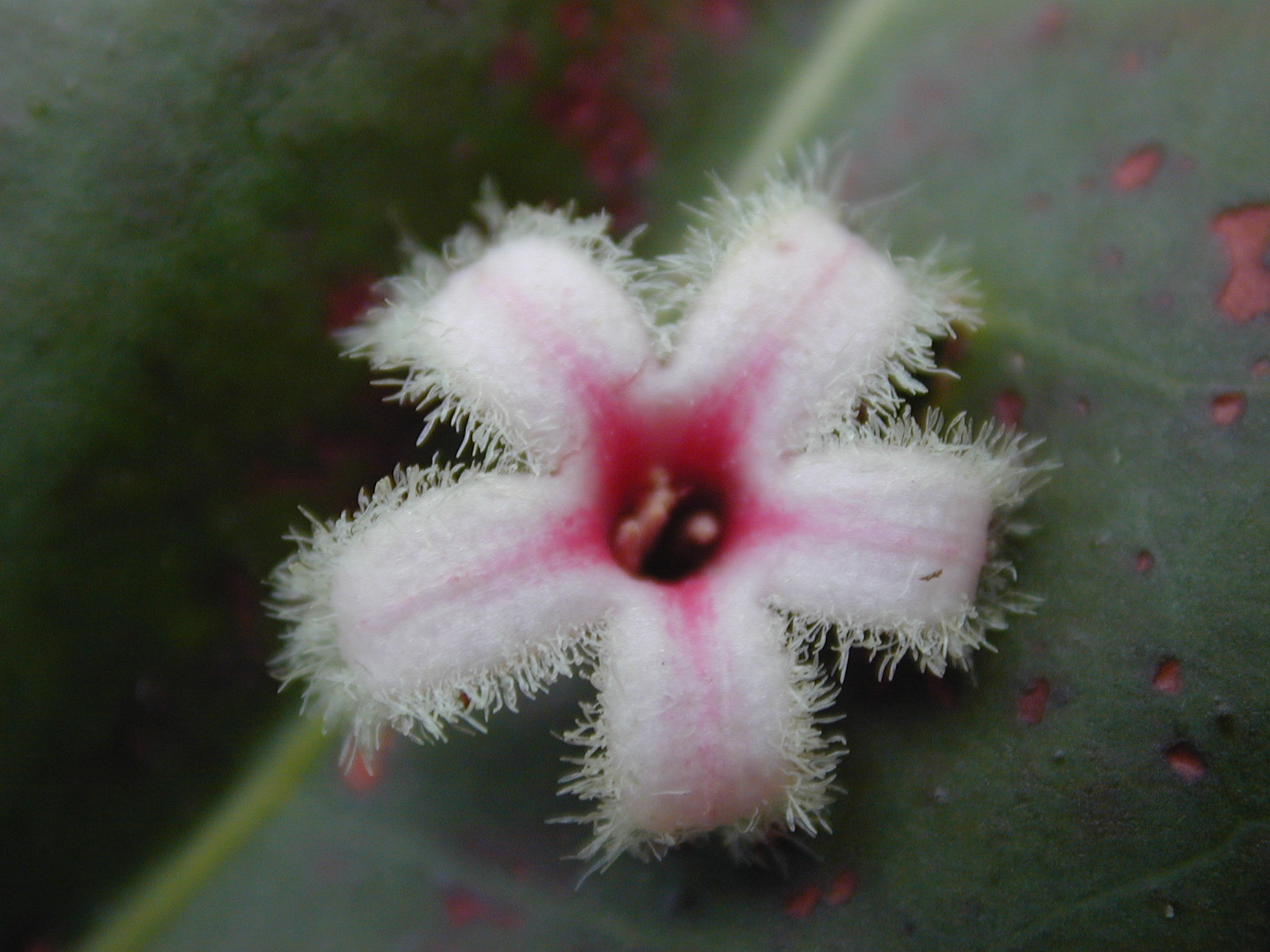
Detail květu chinovníku pýřitého
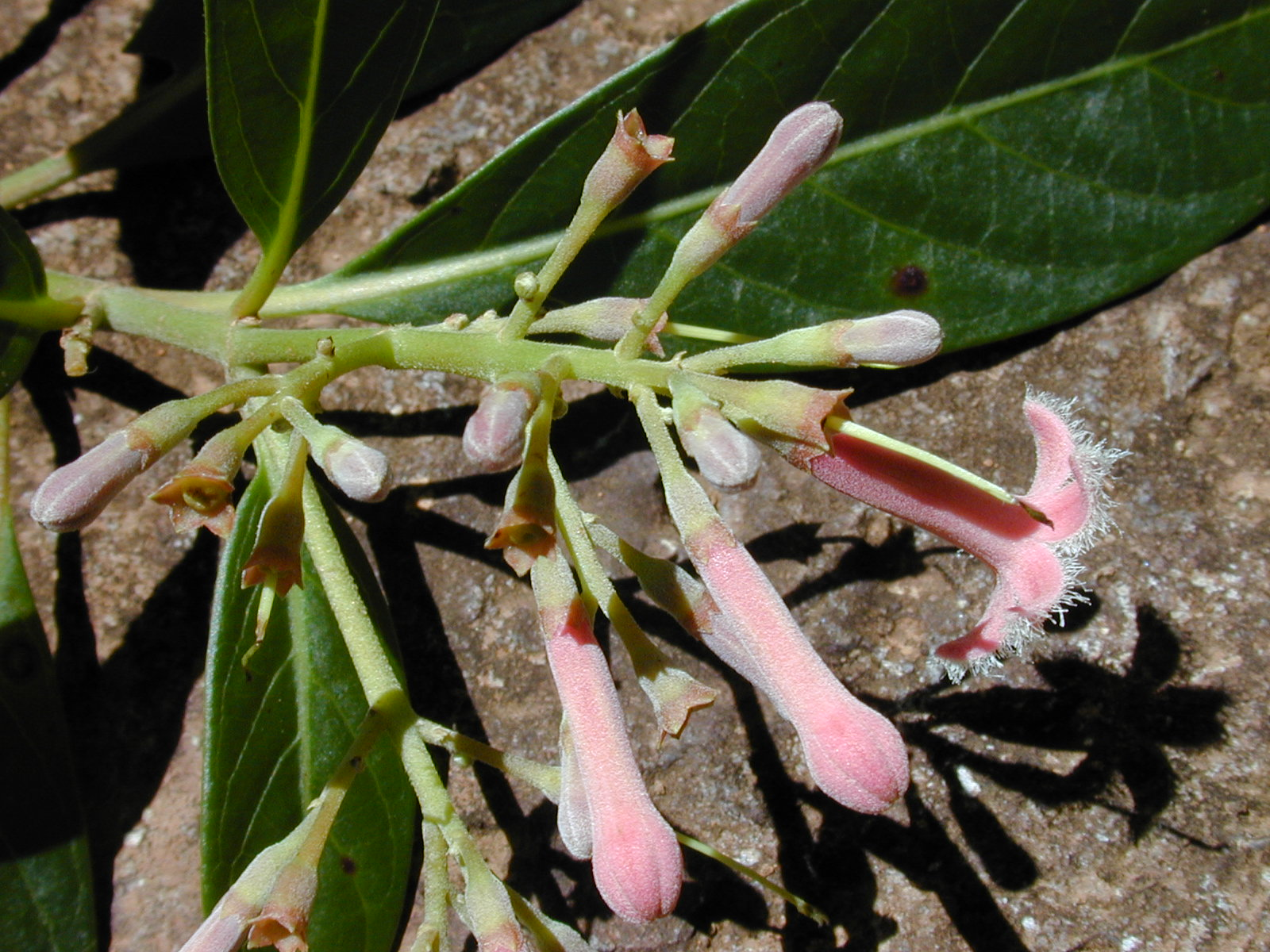
Květenství C. calisaya
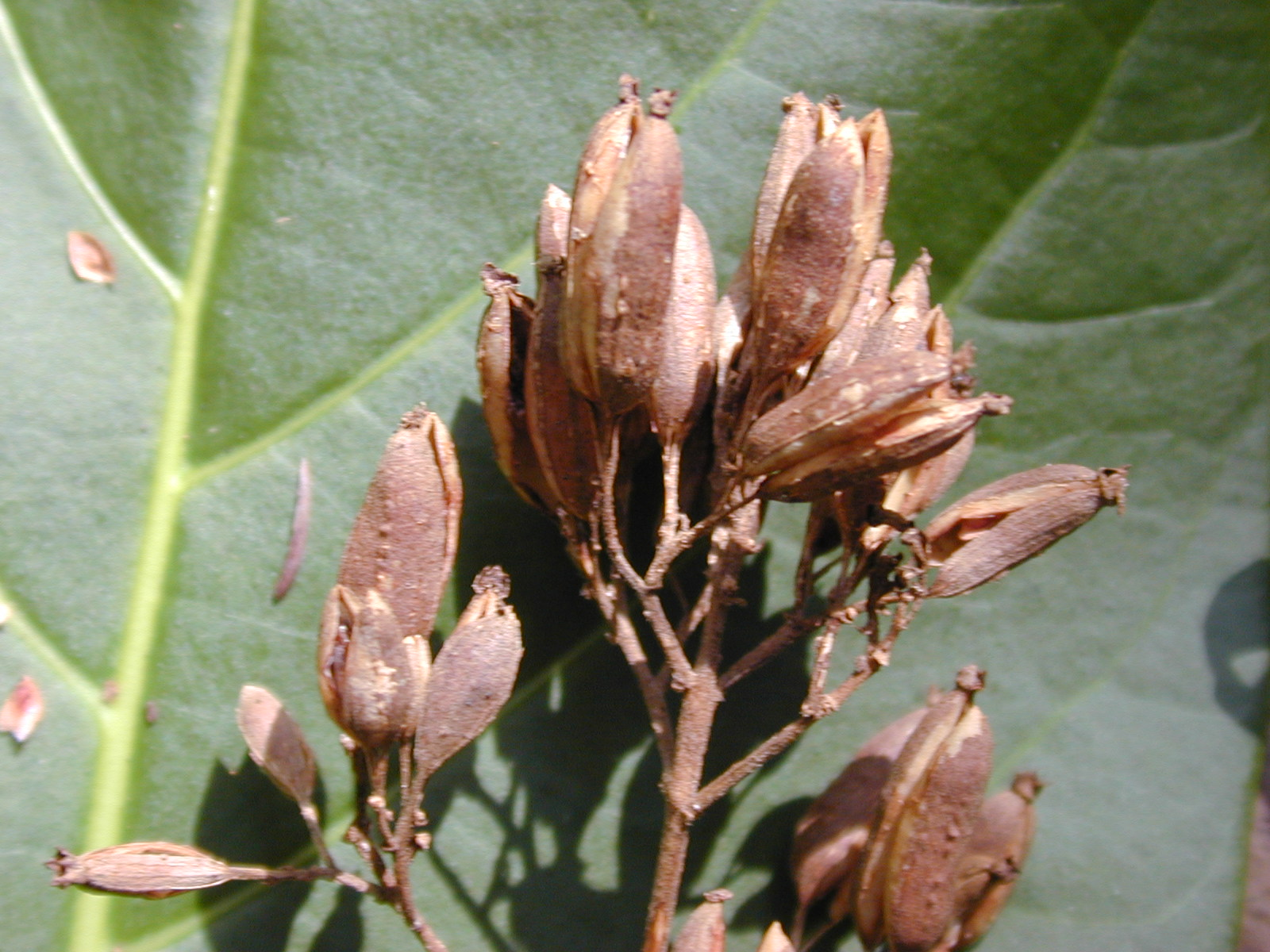
Plody chinovníku pýřitého

## Rozšíření
Rod zahrnuje asi 24 druhů. Je rozšířen výhradně v tropické Americe v oblasti od Kostariky po Bolívii. Převážná většina druhů roste na svazích jihoamerických And. Do Střední Ameriky zasahuje jediný druh, chinovník pýřitý, jedná se však pravděpodobně o pozůstatky dávné introdukce v předkolumbovských dobách.

## Obsahové látky a jejich účinek
V kůře chinovníku bylo zjištěno celkem 25 různých chinolových alkaloidů, z nichž nejvýznamnější je chinin, chinidin, cinchonidin a cinchonin. Jejich celkový obsah v kůře vybraných druhů chinovníku dosahuje obvykle 6 až 7 % (výjimečně 14 až 16 %). Tyto alkaloidy jsou biologicky aktivní a jsou významné zejména antimalarickým účinkem, neboť jsou toxické pro původce malárie, prvoky z rodu Plasmodium. Chinidin navíc inhibuje fibrilaci srdečního svalu a používá se při srdeční arytmii.
Vyšší obsah chinolových alkaloidů byl prokázán zejména u chinovníku lékařského a u druhů Cinchona succirubra, C. ledgeriana, C. lancifolia a C. calisaya.

## Taxonomie
Rod Cinchona je v rámci čeledi Rubiaceae řazen do podčeledi Cinchonoideae a tribu Cinchoneae. Nejblíže příbuzným rodem je dle výsledků molekulárních studií rod Ladenbergia. Mezi další blízce příbuzné rody náleží Remijia, Cinchonopsis, Stilpnophyllum a Joosia.

## Zástupci
- chinovník lékařský (Cinchona officinalis)
- chinovník pýřitý (Cinchona pubescens)

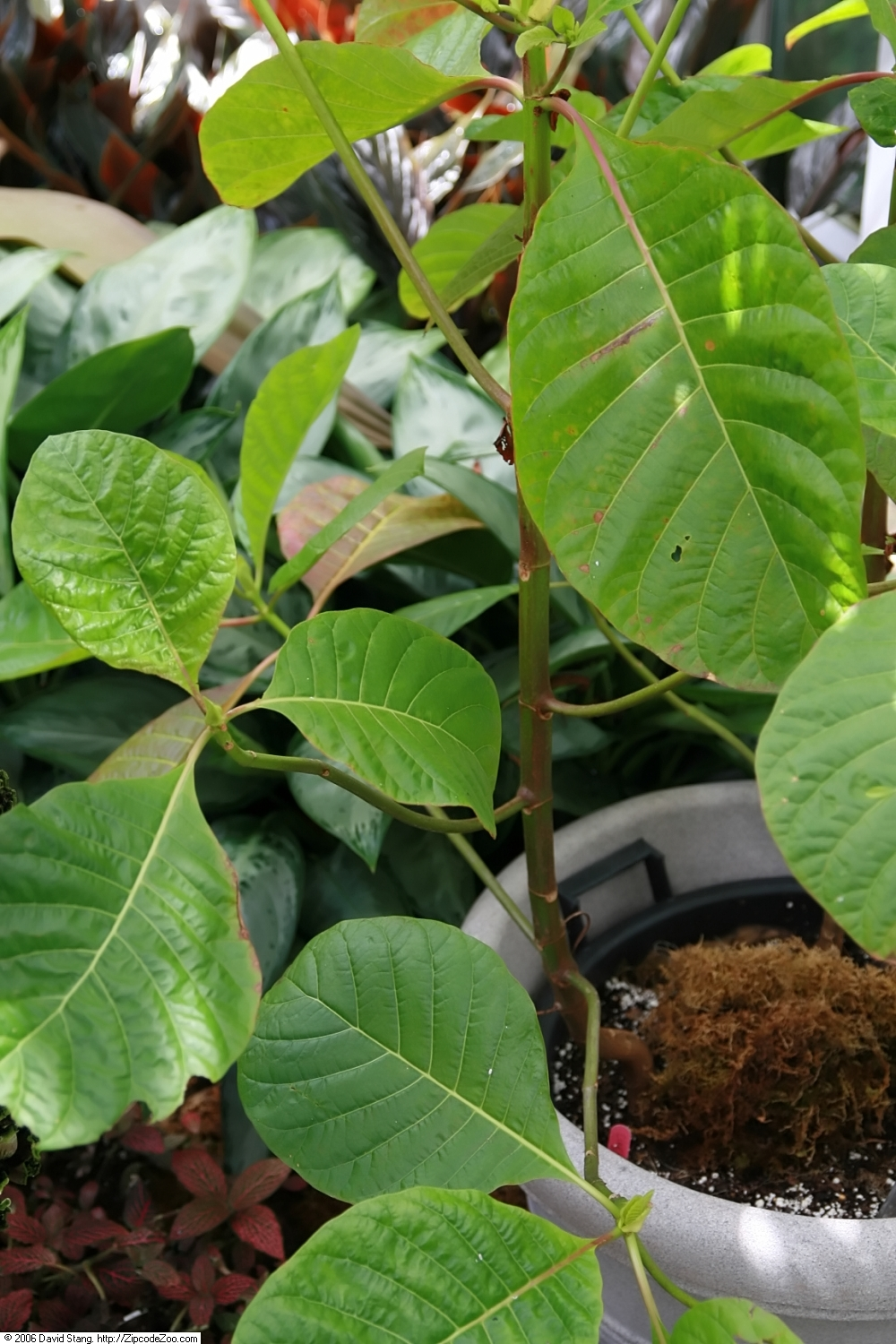
Mladá rostlina chinovníku lékařského

## Význam a historie
Ačkoliv některé zdroje připisují objev léčivých účinků Jezuitům, bylo prokázáno, že kůru chinovníku používali jihoameričtí Indiáni již v předkolumbovských dobách. V domorodé medicíně slouží zejména ke snižování horečky. Jezuité začali kůru chinovníku používat ve větším měřítku při léčbě malárie v první polovině 17. století. Mletá kůra byla v té době známa jako „jezuitský prášek“. Chinin byl z kůry poprvé izolován začátkem 19. století, jeho chemická struktura však byla odhalena až v roce 1951.
V minulosti byla chininová kůra vyvážena v obrovských množstvích do celého světa zejména z Peru, Bolívie a Ekvádoru. Nadměrná sklizeň související s velkou poptávkou vedla téměř k vyhubení divoce rostoucích stromů. V současnosti není hlavním zdrojem chininu chinovník lékařský, jak se obecně má za to, nýbrž blízce příbuzný druh Cinchona calisaya, jehož kůra obsahuje nejvyšší množství této látky. Druh pochází z východních svahů And v Peru a Bolívii. Je pěstován zejména v Indonésii, jmenovitě na Jávě. Obsah chininu a doprovodných alkaloidů (zejm. chinidin a cinchonidin) je u různých pěstovaných kultivarů tohoto druhu různý. Chinovník pýřitý je nejrozšířenější a nejběžnější druh rodu, alkaloidů však obsahuje jen malé množství. Chinovníková kůra je produkována také v Kongu, Zaire, Bolívii, Guatemale a Tanzanii. V minulosti byl významným druhem pro získání chininu i druh C. micrantha. Chinin dodává charakteristickou chuť nealkoholickému nápoji zvanému tonik.

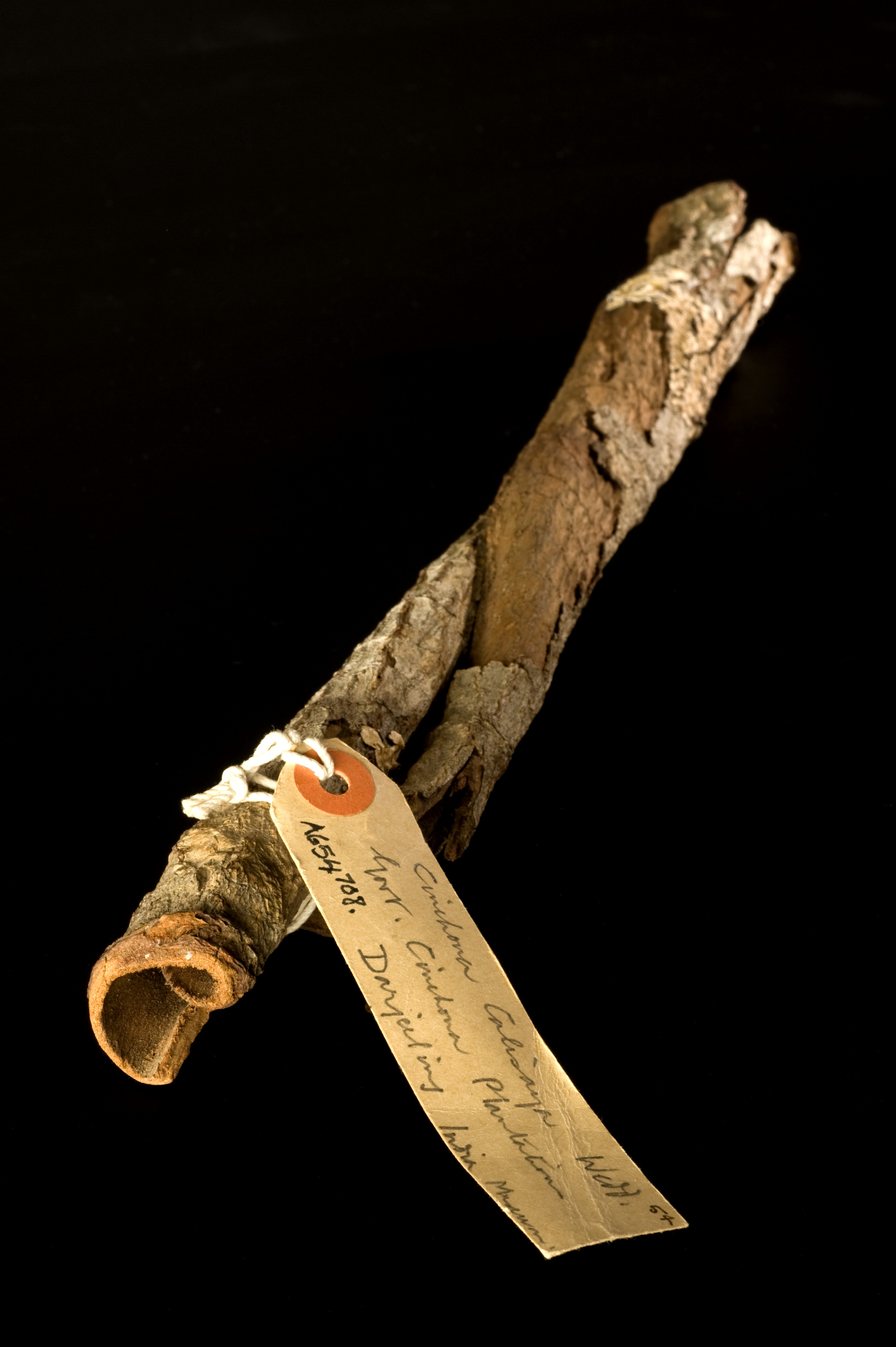
Chinovníková kůra
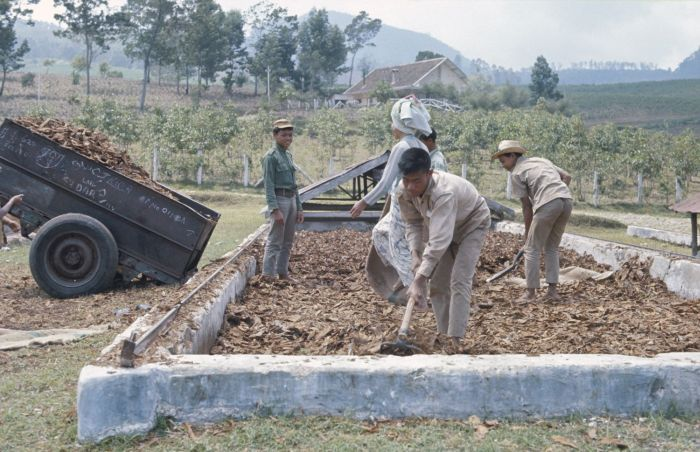
Zpracovávání chinovníkové kůry